# Lupo Alberto (Zeichentrickserie)
Lupo Alberto ist eine italienische Zeichentrickserie, die von der Comicfigur Lupo Alberto handelt, die vom Zeichner Silver (Guido Silvestri) erstellt wurde. Die Serie wurde 1997 bis 1998 und 2002 von The Animation Band in der Koproduktion mit Rai Fiction produziert.

## Produktion
Es wurden zwei Staffeln mit insgesamt 104 Episoden produziert, von denen jede sieben Minuten dauerte. Die zweite Staffel stammt aus dem Jahr 2002.
Die erste Staffel wurde von Rai Fiction, The Animation Band, France 2, Europool und Les Armateurs, und die zweite von Rai Fiction und The Animation Band, aber diesmal von Mondo TV gesendet.
Das Titellied der zweiten Staffel wurde von Gianna Nannini gesungen und wurde von Vic Vergeat geschrieben.
Die Serie wurde in Deutschland von 1999 bis in die 2000er-Jahre in 25-minütige Folgen mit je vier kurzen Episoden ausgestrahlt.

## Handlung
Der Wolf Alberto ist in die Henne Marta verliebt, die auf einer Farm lebt. Die beiden sind verlobt, aber wenn Alberto Zeit mit seiner Liebsten verbringen möchte, muss er an Mosè, dem Wachhund des Hofes, vorbeikommen. Dieser hegt eine Abneigung gegen Vagabunden wie Alberto und vertreibt ihn daher stets von der Farm. So wird der Weg zu Marta immer wieder zum Abenteuer für Alberto.

## Synchronisation
| Figur                | Italienische Sprecher                                  | Deutsche Sprecher                |
| -------------------- | ------------------------------------------------------ | -------------------------------- |
| Lupo Alberto         | Francesco Salvi S01 Mino Caprio S02                    | Tobias Lelle S01                 |
| Marta (Martha)       | Lella Costa S01 Beatrice Margiotti S02                 | Ulli Philipp S01                 |
| Mosè (Moses)         | Tony Fuochi S01 Saverio Moriones S02                   | Michael Gahr S01 Axel Ludwig S02 |
| Enrico (Henry)       | Paolo Torrisi Durchgehend                              | Rainer Basedow S01               |
| Alcide (Kant)        | Flavio Arras S01 Mario Bombardieri S02                 | Michael Habeck S01               |
| Glyzerin (Glicerino) | Luca Bottale S01 Mino Caprio S02                       | Michael Schernthaner S01         |
| Lodovico             | Alberto Olivero S01 Massimo De Ambrosis S02            | Klaus Guth S01 Rolf Berg S02     |
| Alfredo              | Alberto Olivero S01 Manfredi Aliquò S02                |                                  |
| Krug                 | Alberto Olivero S01 Saverio Moriones S02               | Donald Arthur S01                |
| Odoardo              | Alberto Olivero S01 Riccardo Deodati S02               |                                  |
| Esther (Agatha)      | Roberta Gallina Laurenti S01 Mariadele Cinquegrani S02 |                                  |
| Alice                | ? S01 Giorgina Pazi S02                                |                                  |
| Ausonia              | ? S01 Giorgina Pazi S02                                |                                  |
| Ursula               | Dania Cericola S01 Beatrice Margiotti S02              |                                  |
| Esmeralda            | Paola Bonomi S01 Giorgina Pazi S02                     |                                  |
| Omar                 | ? S01 Fabrizio Mazzotta S02                            |                                  |
| Gustavo              | Luca Bottale S01                                       |                                  |